# مسح زلزالي عمودي

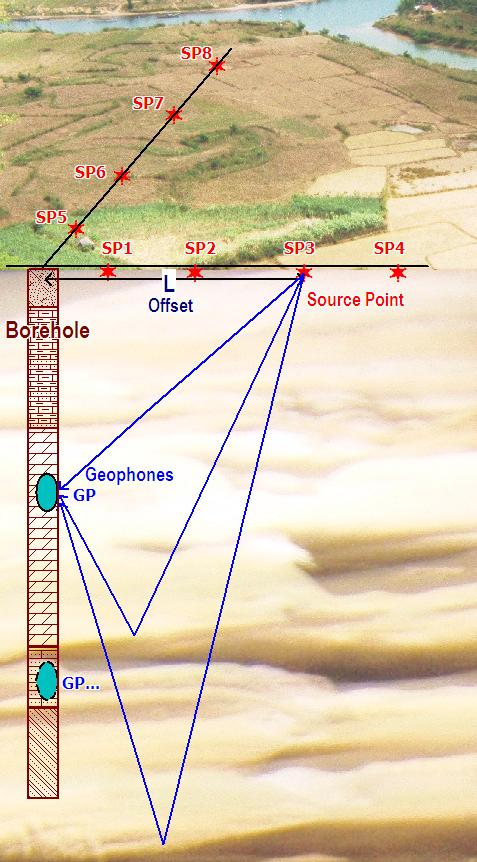

في الجيوفيزياء، المسح الزلزالي العمودي (بالإنجليزية: Vertical seismic profile)‏، التي تُعرف اختصاراً بـ VSP، هي تقنية للقياسات الزلزالية المستخدمة مع البيانات الزلزالية السطحية. تكون تقنيتها عبر التقاط الموجات المُنبعثة من مصدر الطاقة على سطح الأرض التي تمر عبر طبقات الأرض. ولها أنواع منها الذي يكون مصدر للطاقة على سطح الأرض واللاقطات وداخل البئر، ومنها الذي يكون مصدر للطاقة داخل البئر والاستلام (نشر اللاقطات) على سطح الأرض.